# Wiosna (zespół muzyczny)
Wiosna – polski zespół jazzowy założony w 2000 roku w Warszawie. Charakteryzował się muzycznym eklektyzmem, łącząc (często w obrębie jednej kompozycji) tak różne gatunki jak jazz, hard rock, folk czy techno. Jego twórcami byli saksofonista Tomek Hołówka, basista Szymon Tarkowski, gitarzysta Konrad Żywiecki oraz grający na przeszkadzajkach Piotr Dąbrowski. Po kilku miesiącach dołączył do nich perkusista Andrzej Kwiatkowski a funkcję gitarzysty przejął Krzysztof Nowicki. W tym składzie nagrana została debiutancka płyta Prima Aprilis, wydana w 2002 roku przez firmę Katiusza Pop.
Po nagraniu płyty nastąpiło kilka zmian w składzie, zespół opuścił Piotr Dąbrowski, przez pewien czas z zespołem współpracowali też klawiszowiec Michał Marecki (od 2005 w składzie T.Love), grający na didgeridoo Lenek Lenkiewicz oraz gitarzysta Marcin Olak.
Na początku 2004 roku zespół rozwiązał się a jego członkowie zajęli się innymi projektami: Szymon Tarkowski współtworzył formacje Ślimak Trio, Batyskaf oraz Płyny, Tomasz Hołówka grał w zespole Trawnik, Andrzej Kwiatkowski w grupach Płyny, Halo Hotel oraz Hormonogram.

## Dyskografia
- (2002) Prima Aprilis (Katiusza Pop)